# غدة شرجية

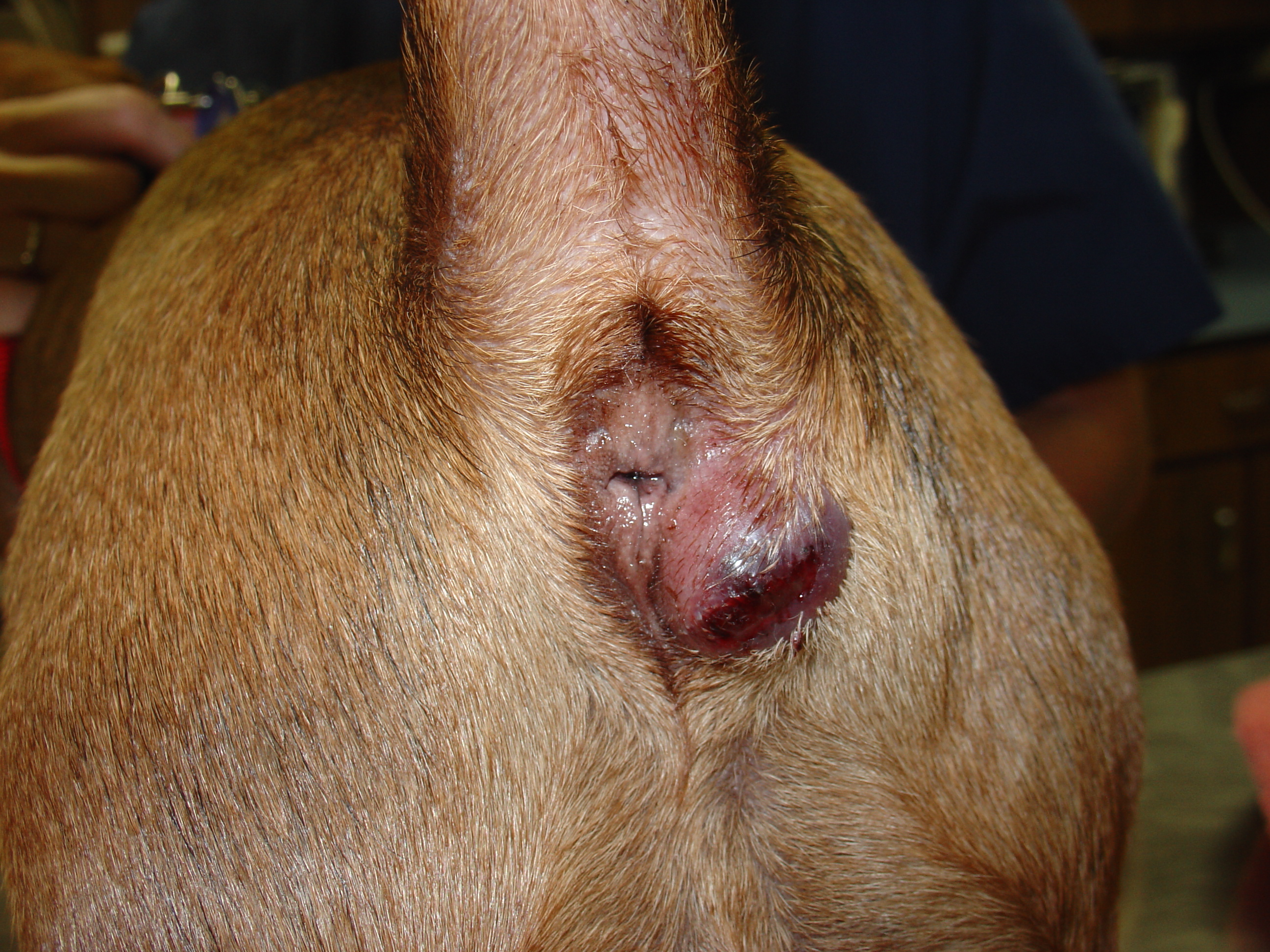

الغدد الشرجية أو الكيس الشرجي هي غدد صغيرة موجودة بالقرب من فتحة الشرج في العديد من الثدييات، كالكلاب والقطط. وهي عبارة عن كيسين مقترنين يقعان على جانبي فتحة الشرج بين عضلات العاصرة الشرجية الخارجية والداخلية. تفرز الغدد الدهنية سائل يستخدم لتحديد أفراد المجموعة. تم العثور على هذه الكيس في جميع اللواحم، كالدببة، والقضاعة البحرية والكنكاج.

## راجع أيضا
- غدة عطرية
- غدة مشطية